# Michael Morgan (chanteur)
Pour les articles homonymes, voir Michael Morgan et Morgan.
Michael Morgan, de son vrai nom Michael Lamboley, né le 10 mars 1968 à Merzig, est un chanteur allemand.

## Biographie
Michael Morgan suit un apprentissage en boulangerie. En 1986, il sort son premier single Nimm mein Herz. Il obtient son premier grand succès en 1991 avec Zuerst kam die Sonne, une reprise de Manfred Morgan. En 1993, il écrit sa première chanson Komm steh wieder auf et commence à apparaître à la télévision. En 1995, il interprète Komm zurück zu mir, une adaptation en allemand de Back for Good de Take That.
En 1998, il participe au Deutsche Schlager-Festspiele avec Zugegeben et finit à la 11e place.
En 1996, il fait la connaissance de la chanteuse Rosanna Rocci. Ils forment un duo à partir de 1999. Ils se marient en 1997, ont un enfant puis se séparent en 2012.
En 2008, Michael Morgan signe avec Gloriella Music, le label de Jack White.

## Discographie
Albums
- 1990 : Wie Fackeln im Sturm
- 1992 : Für einmal und für immer
- 1994 : Seit wir uns lieben
- 1995 : Hier und jetzt
- 1996 : Nur die Liebe bleibt
- 1997 : Zeit für dich
- 1999 : Ich gehör zu dir
- 2001 : Glück ist ...
- 2002 : Jenseits vom Paradies
- 2005 : Es geht immer nur um Liebe
- 2008 : Träumen von Liebe
- 2011 : Immer wieder du
- 2013 : Authentisch
- 2014 : Mit Ecken und Kanten
- 2016 : Besser

## Source de la traduction
- (de) Cet article est partiellement ou en totalité issu de l’article de Wikipédia en allemand intitulé « Michael Morgan » (voir la liste des auteurs).